# Айк Кворті
Айк Кворті (англ. Ike Quartey, 27 листопада 1969) — ганський професійний боксер, чемпіон світу за версією WBA (1994—1998) в напівсередній вазі.
Клемент Кворті — дядько Айка, теж боксер, призер Олімпійських ігор 1960.

## Аматорська кар'єра
На чемпіонаті світу серед молоді 1987 завоював бронзову медаль.
На Олімпійських іграх 1988 переміг Хосе Сайзозема (Домініканська Республіка) і програв Грехему Чейні (Австралія).

## Професіональна кар'єра
Дебютував на профірингу у листопаді 1988 року і впродовж 1988—1993 років провів 25 переможних боїв.
4 червня 1994 року відбувся бій Айка з чемпіоном світу за версією WBA в напівсередній вазі Крісанто Еспанья (Венесуела). Здобувши перемогу технічним нокаутом в одинадцятому раунді, Кворті відібрав у венесуельця звання чемпіона.
Після восьми перемог поспіль, зокрема над американцями Оба Карром та Вінсом Філліпсом, 17 жовтня 1997 року задовольнився нічиєю в бою проти Хосе Луїс Лопеса, хоча багато спостерігачів вважали, що він заслужив перемогу.
Кворті сім разів захистив звання чемпіона і був позбавлений титулу WBA у 1998 році за те, що відмовився від захисту проти росіянина Андрія Пестряєва.
Через особисті, ділові проблеми та проблеми зі здоров'ям Кворті перебував поза рингом до лютого 1999 року. 13 лютого 1999 року вийшов на бій проти чемпіона WBC в напівсередній вазі Оскара Де Ла Хойя. Кворті був в нокдаунах у шостому та дванадцятому раундах, а Де Ла Хойя — у шостому раунді. Чемпіон вийшов переможцем цього бою розділеним рішенням суддів.
Після поразки від Де Ла Хойї Кворті взяв ще одну 14-місячну перерву на рингу. Він повернувся 15 квітня 2000 року, кинувши виклик чемпіону IBF в першій середній вазі Фернандо Варгасу. Кворті програв чемпіону одностайним рішенням суддів.
Після тривалої перерви провів ще п'ять поєдинків і завершив кар'єру.